# Salim Kipsang
Salim Kipsang (22 dicembre 1979) è un ex mezzofondista e maratoneta keniota.

## Biografia
Nel 1998 ha vinto una medaglia d'argento nei 10000 m ai Mondiali juniores, con un tempo di 29'36"80. Nel 2003 ha partecipato ai Mondiali, ritirandosi dalla gara dei 10000 m piani.
In seguito ha iniziato a correre maratone, vincendo, tra le altre, la Maratona di Tokyo e la Maratona di Parigi.

## Palmarès
| Anno | Manifestazione    | Sede        | Evento        | Risultato | Prestazione | Note |
| ---- | ----------------- | ----------- | ------------- | --------- | ----------- | ---- |
| 1998 | Mondiali juniores | Annecy      | 10000 m piani | Argento   | 29'36"80    |      |
| 2003 | Mondiali          | Saint-Denis | 10000 m piani | dnf       | dnf         |      |

## Campionati nazionali
2001
- 21º ai campionati kenioti di corsa campestre - 37'54"

2003
- Bronzo ai campionati kenioti, 10000 m piani - 28'22"5

## Altre competizioni internazionali
1999
- Argento al Cross Internacional de Soria ( Soria) - 29'04"
- 23º al Cross Internacional Zornotza ( Amorebieta-Etxano) - 35'28"

2000
- Argento alla Zevenheuvelenloop ( Nimega), 15 km - 42'56"
- Argento alla Royal 10 km ( L'Aia) - 28'27"
- Argento alla Lille Métropole International 10 km ( Lilla) - 29'10"
- Oro al Cross Internacional de Soria ( Soria) - 26'05"
- Bronzo al Cross Internacional Memorial Juan Muguerza ( Elgoibar) - 31'06"
- 6º al KAAA Engergiser Weekend ( Iten) - 31'10"
- Argento al Cross Val de Marne ( Valle della Marna) - 27'28"
- Argento al Cross Auchan Lille Metropole ( Tourcoing) - 27'53"
- Bronzo al KAAA Energizer Weekend Meeting ( Eldoret) - 13'48"

2001
- Oro alla Mezza maratona di Deurne ( Deurne) - 1h02'09"
- Oro alla Telematicaloop ( Heerlen), 10 miglia - 48'08"
- Bronzo alla Zevenheuvelenloop ( Nimega), 15 km - 42'01"
- Bronzo al Cross Internacional de Soria ( Soria) - 26'43"
- Bronzo al Cross Internacional Zornotza ( Amorebieta-Etxano) - 32'15"
- 5º al Cross Internacional Memorial Juan Muguerza ( Elgoibar) - 33'04"
- 4º al Cross Internacional de la Constitucion ( Alcobendas) - 30'12"

2002
- Argento alla  City-Pier-City Loop ( L'Aia) - 1h01'07"
- Oro al Grand Prix von Bern ( Berna), 10 miglia - 47'54"
- 5º al Giro Media Blenio ( Dongio) - 30'01"
- 7º alla Parelloop ( Brunssum) - 29'21"
- Oro al KAAA Weekend Crosscountry Meeting ( Eldoret) - 37'54"

2003
- Bronzo alla  City-Pier-City Loop ( L'Aia) - 1h01'02"
- Argento al Grand Prix von Bern ( Berna), 10 miglia - 46'59"

2004
- 7º alla Maratona di Amsterdam ( Amsterdam) - 2h12'43"
- 16º alla Maratona di Rotterdam ( Rotterdam) - 2h14'54"
- Bronzo alla 20 km di Alphen aan den Rijn ( Alphen aan den Rijn) - 58'38"
- 18º alla Tilburg Ten Miles ( Tilburg) - 53'30"

2005
- Oro alla Maratona di Parigi ( Parigi) - 2h08'04"
- 5º alla Mezza maratona di Parigi ( Parigi) - 1h02'52"
- 8º alla Singelloop ( Breda) - 1h04'50"
- 15º alla Corrida Internacional de São Silvestre ( San Paolo), 15 km - 47'31"

2006
- 6º alla Maratona di Rotterdam ( Rotterdam) - 2h09'25"
- 5º alla Greifenseelauf ( Uster) - 1h05'08"
- Bronzo alla Stadsloop Appingedam ( Appingedam) - 28'55"

2007
- Bronzo alla Maratona di Berlino ( Berlino) - 2h07'29"
- 6º alla 20 km di Alphen aan den Rijn ( Alphen aan den Rijn) - 59'10"

2008
- 8º alla Mezza maratona di Lille ( Lilla) - 1h02'21"

2009
- Oro alla Maratona di Tokyo ( Tokyo) - 2h10'27"
- 6º alla Mezza maratona di Lille ( Lilla) - 1h01'20"
- 19º alla Discovery Kenya Half Marathon ( Eldoret) - 1h03'59"

2010
- 9º alla Maratona di Tokyo ( Tokyo) - 2h13'16"

2011
- 8º alla Maratona di Tokyo ( Tokyo) - 2h11'25"
- Bronzo alla Maratona di Osaka ( Osaka) - 2h14'18"